# Fußballjahr 1987
◄ | 1983 | 1984 | 1985 | 1986 | Fußballjahr 1987 | 1988 | 1989

Weitere Sportereignisse

## International

### Nationalmannschaften
- Copa América 1987 in Argentinien:  Sieger  Uruguay

### Vereine
- Europapokal der Landesmeister 1986/87:  FC Porto, Finale 2:1 gegen FC Bayern München
- Europapokal der Pokalsieger 1986/87:  Ajax Amsterdam, Finale 1:0 gegen 1. FC Lokomotive Leipzig
- UEFA-Pokal 1986/87:  IFK Göteborg, Finalspiele 1:0 und 1:1 gegen Dundee United
- Copa Libertadores 1987:  Club Atlético Peñarol, Finalspiele 0:2, 2:1 und 1:0 n. V. gegen América de Cali

### Fußballer des Jahres
- Ballon d’Or 1987:  Ruud Gullit
- Südamerikas Fußballer des Jahres:  Carlos Valderrama
- Afrikas Fußballer des Jahres:  Rabah Madjer

## National

### Belgien
- Belgische Meisterschaft: Meister RSC Anderlecht

### Brasilien
- Brasilianische Meisterschaft: Meister Sport Recife

1987 veranstalteten 16 große Vereine eine eigene Meisterschaft (Sieger Flamengo Rio de Janeiro), Sport Recife gewann das vom brasilianischen Verband ausgerichtete Turnier.

### England
- Englische Meisterschaft: Meister FC Everton
- FA Cup 1986/87: Sieger Coventry City

### Jugoslawien
- Jugoslawische Meisterschaft: Meister FK Partizan Belgrad

Partizan waren vor Saisonbeginn sechs Punkte abgezogen worden, wodurch am Ende Vardar Skopje Tabellen-Erster und jugoslawischer Vertreter im Europapokal der Landesmeister war. Erst später wurde der Punktabzug Partizans annulliert.

### Liechtenstein
- Liechtensteiner Cup 1986/87: Cupsieger USV Eschen-Mauren

### Niederlande
- Niederländische Meisterschaft: Meister PSV Eindhoven

### Österreich
- Österreichische Fußballmeisterschaft 1986/87: Meister SK Rapid Wien
- Österreichischer Fußball-Cup 1986/87: Sieger SK Rapid Wien

### Schottland
- Schottische Meisterschaft: Meister Glasgow Rangers

### Schweiz
- Schweizer Fussballmeisterschaft 1986/87: Meister Neuchâtel Xamax

### Uruguay
- Uruguayische Fußballmeisterschaft: Meister Club Atlético Defensor

## Frauenfußball
- Fußball-Europameisterschaft der Frauen 1987 in Norwegen: Sieger  Norwegen